# Dos vidas (película alemana)
Dos vidas (en noruego: To liv ; en alemán: Zwei Leben) es una película dramática germano-noruega de 2012. La película se basa en una novela de la escritora alemana Hannelore Hippe.

## Sinopsis
Noruega. En la vida tranquila y feliz de Katrine (Juliane Köhler) aparece un periodista para investigar si fue uno de los niños robados durante el proyecto Lebensborn. A lo largo de la película se narra su pasado relacionado con la Stasi.